# Ingholm
Ingholm är en udde, tidigare ö, på ön Kumlinges nordvästra del i Kumlinge kommun på Åland.